# 張凱嵩
張 凱嵩（ちょう がいすう、Zhāng Kǎisōng、1820年 - 1886年）は、清の官僚。字は雲卿。湖北省江夏県出身。
1845年より広西省の知県を歴任し、欽差大臣の李星沅と広西巡撫の労崇光に評価された。1855年、慶遠知府に任命されると王得勝の蜂起軍を鎮圧し、左江道に昇進した。その後、慶遠を大成国軍に奪われ革職留任となるが、1858年に按察使の蔣益澧とともに奪回して元の官に復し、さらに按察使、布政使と昇進していった。1861年、巡撫の劉長佑が大成国の根拠地の潯州を陥落させた際、後詰を務めた。その後茘浦の張高友が陽朔を陥落させると、兵を派遣して奪回し、巡撫に昇進した。
当時の広西省では黄鼎鳳と張高友の蜂起軍の勢力が強かったが、提督の江忠義に命じて張高友を倒した。さらに布政使劉坤一に命じて黄鼎鳳を破った。信宜の陳金釭が黄鼎鳳の援軍に来たがこれも破り、1864年に黄鼎鳳を捕えて、貴県を平定した。1865年には広東省から広西省に入ろうとした太平天国の康王汪海洋を撃退した。
1867年に雲貴総督に抜擢されたが、雲南省では杜文秀率いる回民蜂起軍の勢力が強く、病と称して赴かなかったため免職された。やがて1880年に再起用され通政使参議、侍読学士、貴州巡撫を歴任した。1884年に雲南巡撫に転任となり、昆明に開採五金総局を創設し鉱業の発展に努め、ベトナムとの国境の守りを固めた。在任中に死去。